# Кристел Фрезе
Кристел Фрезе рођена Гербер (Ленеп, 3. август 1944) бивша  је западнонемачки атлетичарка успешна у тркама на 400 м, касних 1960—раних 1970. година.
Као представница Западне Немачке учествовала је на Летњим олимпијским играма 1972.. На европским првенствима у атлетици освојила је 2 златне, 2 сребрне и једну бронзану медаљу.
Кристел Фрезе је обоборила светски рекорд.  На Европском првенству у Атини 19. септембра 1969. са штафетом 4 х 400 метара резултатом 3:33,9. Штафета је трчала у саставу:
Christa Czekay, Antje Gleichfeld,Инге Енкоф, Кристел Фрезе. Већ следећег дана светски рекорд је оборен од британске и француске штафете.
У периоду 1975—1977. играла је фудбал за ФК Бергиш Гладбах 09. и освојила немачко женско првенство 1977.